# S.O.B. (映画)
『S.O.B.』（エス・オー・ビー）は、1981年製作のアメリカ合衆国のコメディ映画。監督・製作・脚本はブレイク・エドワーズ。そのストーリーには映画産業界、ハリウッド社交界に対する痛烈な風刺が利かせてある。

## あらすじ
これまで映画プロデューサー、監督として輝かしい成功を収めてきた主人公フェリックス（リチャード・マリガン）は、新作映画で人生初の大コケ映画を撮ってしまう。製作スタジオ側の落胆ぶりにフェリックスは理性を失って自殺を図ろうとするが、それらの思いに区切りをつけ、今度は大コケ映画の名誉挽回を図ろうと決意。スタジオ、また妻のサリー（ジュリー・アンドリュース）に、サリーのソフトコア・ポルノを目玉にした改訂版を撮らせて欲しいと説得にかかる。しかし、その制作過程で映画人・スタジオ・ハリウッドのほとんどの者から次々と横やりが入ってくる……。

## キャスト
- リチャード・マリガン - フェリックス
- ジュリー・アンドリュース - サリー
- ウィリアム・ホールデン - ティム（ホールデンにとって本作が生涯最後の出演作品となった）
- マリサ・ベレンソン - メービス
- ラリー・ハグマン - ディック
- ロレッタ・スウィット - ポリー
- ロバート・プレストン - ファインガーテン先生
- ロバート・ヴォーン - デビッド
- シェリー・ウィンタース - エバ
- ロバート・ウェッバー - ベン

## 豆知識
- 映画『暁の出撃』(1970年)の製作中のエピソードをもとにつくられた。
- ジュリー・アンドリュースはこの作品で初めてトップレスシーンを公開した。

## スタッフ
- 監督：ブレイク・エドワーズ
- 製作総指揮：マイケル・ウォルフ
- 製作：トニー・アダムス、ブレイク・エドワーズ
- 脚本：ブレイク・エドワーズ
- 音楽：ヘンリー・マンシーニ
- 撮影：ハリー・ストラドリング・ジュニア
- 美術：ウィリアム・クレイグ・スミス
- 衣装デザイン：セオドア・ヴァン・ランクル
- 編集：ラルフ・E・ウィンタース